# Devadatta multinervosa
Devadatta multinervosa är en trollsländeart som beskrevs av Fraser 1933. Devadatta multinervosa ingår i släktet Devadatta och familjen Amphipterygidae. IUCN kategoriserar arten globalt som otillräckligt studerad. Inga underarter finns listade i Catalogue of Life.